# O angenehme Melodei
O angenehme Melodei (Ô, plaisante mélodie) (BWV 210a), est une cantate profane de Johann Sebastian Bach composée à Leipzig en 1729.

## Histoire et livret
Cette cantate fait partie du répertoire de cantates de félicitations et d'hommage de Bach. Il écrivit celle-ci pour soprano solo en tant que « Huldigungskantate » (cantate d'hommage) pour Christian de Saxe-Weissenfels à l'occasion de sa visite à Leipzig et la dirigea pour la première fois le 12 janvier 1729. Elle fut ensuite dédicacée en 1739 à Joachim Friedrich von Flemming (de) (1665–1740), gouverneur de Leipzig avec un texte légèrement modifié et finalement aux « Gönner von Wissenschaft und Kunst» (Patrons des Sciences et des Arts), ce pourquoi elle est également appelée « Sponsorenkantate » (cantate des mécènes).
De la cantate ne reste que la voix de soprano et même l'original a été perdu pendant la Seconde Guerre mondiale. Comme Bach utilisa plus tard les cinq arias, le premier récitatif et le début du dernier récitatif pour sa cantate de mariage O holder Tag, erwünschte Zeit, BWV 210, il est possible de reconstituer toute la musique.

## Structure et instrumentation
Comme pour la cantate BWV 120, celle-ci est écrite pour flûte traversière, hautbois d'amour, deux violons, alto, basse continue (avec violone et clavecin) et soprano
Il y a 10 mouvements, alternance de récitatifs et d'arias :
1. récitatif : O angenehme Melodei
2. aria (hautbois d'amour, cordes) : Spielet, ihr beseelten Lieder
3. récitatif : Ihr Sorgen, flieht
4. aria (hautbois d'amour, violon) : Ruhet hie, matte Töne
5. récitatif : Wiewohl, beliebte Musica
6. aria (flûte) : Schweigt, ihr Flöten, schweigt, ihr Töne
7. récitatif : Doch fasse dich, dein Glanz
8. aria (hautbois d'amour, 2 violons) : Großer Flemming, alles Wissen
9. récitatif  (flûte, hautbois d'amour, cordes) : Erleuchtet Haupt, so bleibe fernerweit
10. aria: Sei vergnügt, großer Flemming

## Source
- (de) Cet article est partiellement ou en totalité issu de l’article de Wikipédia en allemand intitulé « O angenehme Melodei » (voir la liste des auteurs).